# Missione hamburger 2
Missione hamburger 2 (Good Burger 2) è un film del 2023 diretto da Phil Traill. È il sequel di Missione hamburger del 1997.

## Trama
Ventisei anni dopo gli eventi del primo film, Dexter Reed ha lasciato Good Burger nella speranza di diventare un imprenditore di successo, ma le sue idee inventive si rivelano un fallimento. La sua ultima invenzione, uno spray che può rendere qualsiasi materiale ignifugo, gli si ritorce contro mentre tenta di mostrare il materiale a casa sua in una dimostrazione per gli investitori, tra cui Mark Cuban, che finisce per bruciarlo. Rimasto senza casa e senza lavoro, Dexter cerca di andare a vivere con sua sorella Charlotte, ma lei rifiuta poiché è uno dei suoi investitori. Quindi chiama Ed, che lavora ancora al Good Burger e accetta di lasciarlo stare a casa sua.
Dexter visita Good Burger per trovare numerosi nuovi dipendenti: due gemelle Cindy e Mindy; l'anziana Rut; il figlio di Ed, Ed 2, che assomiglia e si comporta esattamente come Ed; e la nipote di Dexter, Mia, la figlia di Charlotte che non vuole avere niente a che fare con Dexter. Il ristorante ha un nuovo manager di nome Jensen. Oltre a lavorare come cassiere, Ed è ora il proprietario grazie al suo amore per il ristorante. L'unico dipendente familiare è Fizz, che Ed ha accidentalmente lasciato nel congelatore per 22 anni e che è stato scongelato. A casa di Ed, Dexter incontra la famiglia di Ed: sua moglie Edie e i loro numerosi altri figli che assomigliano a Ed e prendono il nome dai condimenti. Dexter è scioccato nello scoprire che Roxanne, che in precedenza aveva cercato di sedurre Ed per la ricetta della sua salsa per Mondo Burger, ora lavora come tata.
Dexter decide di lavorare di nuovo al Good Burger mentre considera la sua prossima impresa imprenditoriale. Quando propone a Mia la sua idea del ghiaccio permanente, lei ci ride sopra. Nel frattempo, Ed è stato perseguitato da Cecil McNevin, un avvocato del conglomerato MegaCorp, per trasformare Good Burger in un franchising globale, ma Ed è incerto. La MegaCorp invia un paio di scagnozzi per costringere Ed a firmare l'accordo, ma la naturale goffaggine di Ed li ferisce. Cecil cerca di fare appello a Dexter, spiegando che il loro intento è quello di espandere Good Burger ma non di portarlo via a Ed e stanno progettando di dare grandi aumenti ai dipendenti. Dexter lo considera basandosi sul vantaggio finanziario e poi porta Ed a pranzo con Cecil per spiegare l'accordo ed entrambi accettano di firmare.
Alla festa di lancio del franchising, Cecil rivela che il flagship store è stato chiuso e che i dipendenti saranno licenziati come previsto dal contratto, che Dexter ed Ed non avevano letto prima di firmare. Mentre tutti si rivoltano contro Dexter, porta Ed al quartier generale della MegaCorp per chiedere di ripristinare il ristorante principale e di riassumere i dipendenti. Incontrano l'amministratore delegato Katt Bozwell, la sorella dell'ex proprietario di Mondo Burger Kurt Bozwell, che vuole vendicarsi di Good Burger per aver mandato Kurt in prigione. Sta progettando di rinominare il ristorante Mega Good Burger e ha intenzione di sostituire tutti i dipendenti con versioni robotiche di Ed. Dopo aver distrutto l'auto Good Burger, MegaCorp li manda a casa con un'auto per le consegne a guida autonoma che Katt manda fuori controllo per sbarazzarsi di loro. Dexter costringe l'auto a guidare in tondo finché non si esaurisce la potenza.
Lamentando i suoi fallimenti, Dexter convince Ed a radunare i dipendenti di Good Burger per fermare il lancio di Mega Good Burger. Hanno in programma di infiltrarsi nel quartier generale della MegaCorp in modo che Mia, un'esperta di computer, possa spegnere le macchine prima del lancio. Mentre Dexter, Ed e Mia si infiltrano nell'edificio, gli altri dipendenti creano un diversivo, ma il loro stratagemma viene scoperto. Dexter ed Ed si separano da Mia e trovano la sala di controllo mentre Mia è intrappolata su un nastro trasportatore. Dexter va a cercare Mia, lasciando Ed a chiudere i ristoranti. Dexter salva Mia, ma vengono catturati e portati nella sala di controllo dove viene portato anche Ed. Mentre Katt dà la prima dimostrazione sulla televisione nazionale, il robot Ed le lancia del cibo, seguito dalle altre macchine che sparano cibo a tutti in ogni luogo del mondo. Ed aveva deciso che riprogrammare le macchine in modo che andassero in tilt sarebbe stato meglio.
In seguito, MegaCorp viene chiusa e ad Ed viene restituita la proprietà dell'originale Good Burger. Charlotte viene a visitare Dexter e Mia e Dexter può scusarsi con lei. Ed e Ed 2 rivelano a Dexter di aver capito come produrre ghiaccio permanente e Good Burger lo vende con successo a Mark Cuban, guadagnando $ 10.000.000.

## Distribuzione
Il film è uscito su Paramount+ negli Stati Uniti il 22 novembre 2023, e in Italia il 16 febbraio 2024.